# 聖胡安德辛科皮諾斯

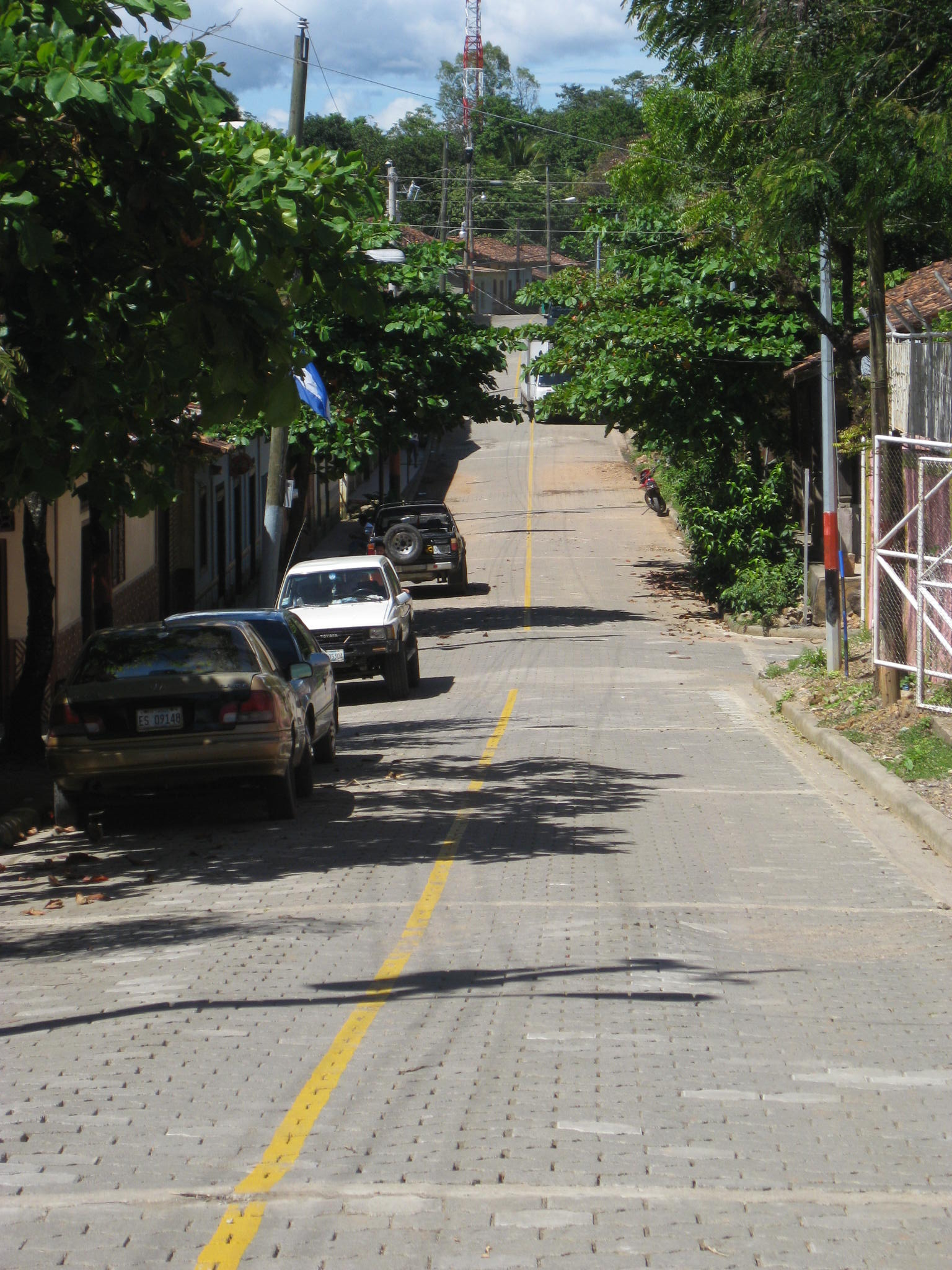
聖胡安德辛科皮諾斯

聖胡安德辛科皮諾斯（西班牙語：Cinco Pinos），是尼加拉瓜的城鎮，位於該國西部，由奇南德加省負責管轄，始建於1840年，面積60平方公里，海拔高度394米，2005年人口6,781，人口密度每平方公里113.02人。
13°13′N 86°56′W / 13.217°N 86.933°W